# 73-й гвардейский истребительный авиационный полк
73-й гвардейский истребительный авиационный Сталинградско-Венский Краснознамённый ордена Богдана Хмельницкого полк (73-й гв. иап) — воинская часть Военно-Воздушных сил (ВВС) РККА СССР, принимавшая участие в боевых действиях Великой Отечественной войны.

## Наименования полка
- 296-й истребительный авиационный полк;
- 73-й гвардейский истребительный авиационный полк;
- 73-й гвардейский истребительный авиационный Сталинградский полк;
- 73-й гвардейский истребительный авиационный Сталинградский Краснознамённый полк;
- 73-й гвардейский истребительный авиационный Сталинградский Краснознамённый ордена Богдана Хмельницкого полк;
- 73-й гвардейский истребительный авиационный Сталинградско-Венский Краснознамённый ордена Богдана Хмельницкого полк;
- Полевая почта 35433.

|  | Як-9 | Як-7 |

## Создание полка
73-й гвардейский истребительный авиационный полк образован 18 марта 1943 года путём преобразования из 296-го истребительного авиационного полка в гвардейский за образцовое выполнение боевых задач и проявленные при этом мужество и героизм на основании Приказа НКО СССР.

## Расформирование полка
73-й гвардейский истребительный авиационный Сталинградско-Венский Краснознамённый ордена Богдана Хмельницкого полк был расформирован в ходе реформы в составе Московского военного округа в 1998 году.

## В действующей армии
В составе действующей армии:
- с 18 марта 1943 года по 12 мая 1944 года, всего 421 день,
- с 14 июля 1944 года по 11 мая 1945 года, всего 301 день.

Итого — 722 дня.

## Командиры полка
- гвардии капитан, майор, подполковник Баранов Николай Иванович[3], (погиб), 07.1941 — 06.05.1943.
- гвардии полковник Голышев Иван Васильевич[3] (погиб), 07.05.1943 — 27.07.1943.
- гвардии майор Запрягаев Иван Иванович[3], 31.07.1943 — 01.11.1943.
- гвардии майор, подполковник Михайлюк Порфирий Афанасьевич[3], 08.11.1943 — 12.1945.

## В составе соединений и объединений
| Период        | Фронт (округ)                                   | армия                | дивизия                                            | примечание                                   |
| ------------- | ----------------------------------------------- | -------------------- | -------------------------------------------------- | -------------------------------------------- |
| 06.08.1942 г. | Сталинградский фронт                            | 8-я воздушная армия  | 268-я истребительная авиационная дивизия           | Як-1                                         |
| 03.01.1943 г. | Южный фронт                                     | 8-я воздушная армия  | 268-я истребительная авиационная дивизия           | Як-1                                         |
| 18.03.1943 г. | Южный фронт                                     | 8-я воздушная армия  | 6-я гвардейская истребительная авиационная дивизия | Полк преобразован в гвардейский,Як-1         |
| 20.10.1943 г. | 4-й Украинский фронт                            | ВВС фронта           | 6-я гвардейская истребительная авиационная дивизия | Як-1, Як-7Б                                  |
| 14.07.1944 г. | 1-й Украинский фронт                            | 2-я воздушная армия  | 6-я гвардейская истребительная авиационная дивизия | Як-9                                         |
| 13.09.1944 г. | 2-й Украинский фронт                            | 5-я воздушная армия  | 6-я гвардейская истребительная авиационная дивизия | Як-9                                         |
| 01.06.1945 г. | 2-й Украинский фронт                            | 5-я воздушная армия  | 6-я гвардейская истребительная авиационная дивизия | Чехословакия, Як-9                           |
| 16.08.1945 г. | Одесский военный округ                          | ВВС округа           | 6-я гвардейская истребительная авиационная дивизия | Як-9                                         |
| 01.07.1946 г. | Одесский военный округ                          | ВВС округа           | 6-я гвардейская истребительная авиационная дивизия | переучивание на самолёты Bell P-63 Kingcobra |
| 23.10.1951 г. | Одесский военный округ                          | 48-я воздушная армия | 6-я гвардейская истребительная авиационная дивизия | Bell P-63 Kingcobra                          |
| 28.10.1951 г. | Группа советских оккупационных войск в Германии | 24-я воздушная армия | 6-я гвардейская истребительная авиационная дивизия | Bell P-63 Kingcobra                          |
| 16.11.1951 г. | Группа советских войск в Германии               | 24-я воздушная армия | 6-я гвардейская истребительная авиационная дивизия | переучивание на МиГ-15                       |
| 24.03.1960 г. | Группа советских войск в Германии               | 24-я воздушная армия | 126-я истребительная авиационная дивизия           | МиГ-15                                       |
| 15.07.1961 г. | Группа советских войск в Германии               | 24-я воздушная армия | 126-я истребительная авиационная дивизия           | МиГ-21                                       |
| 1979 г.       | Группа советских войск в Германии               | 16-я воздушная армия | 126-я истребительная авиационная дивизия           | МиГ-23                                       |
| 15.05.1992 г. | Московский военный округ                        | ВВС округа           | 9-я истребительная авиационная дивизия             | МиГ-29                                       |
| 1998 г.       | Московский военный округ                        | ВВС округа           |                                                    | МиГ-29, полк расформирован                   |

## Участие в сражениях и битвах
- Миусская операция — с 17 июля 1943 года по 2 августа 1943 года.
- Донбасская операция (1943) — с 13 августа 1943 года по 22 сентября 1943 года.
- Мелитопольская операция — с 26 сентября 1943 года по 5 ноября 1943 года.
- Никопольско-Криворожская операция — с 30 января 1944 года по 29 февраля 1944 года.
- Крымская операция (1944) — с 8 апреля 1944 года по 12 мая 1944 года.
- Львовско-Сандомирская операция — с 13 июля 1944 года по 3 августа 1944 года.
- Дебреценская операция — с 6 октября 1944 года по 28 октября 1944 года.
- Будапештская операция — с 29 октября 1944 года по 13 февраля 1945 года.
- Моравско-Остравская операция — с 10 марта 1945 года по 5 мая 1945 года.
- Венская операция — с 16 марта 1945 года по 15 апреля 1945 года.
- Братиславско-Брновская операция — с 25 марта 1945 года по 5 мая 1945 года.
- Пражская операция — с 6 мая 1945 года по 11 мая 1945 года.

## Почётные наименования
- 73-му гвардейскому истребительному авиационному полку 4 мая 1943 года за показанные образцы мужества и геройства в борьбе против фашистских захватчиков и в целях дальнейшего закрепления памяти о героических подвигах сталинских соколов приказом НКО присвоено почётное наименование «Сталинградский»[4]
- 73-й гвардейский Сталинградский Краснознамённый ордена Богдана Хмельницкого II степени истребительный авиационный полк 17 мая 1945 года приказом ВГК за отличие в боях при овладении городом Вена[5] удостоен почётного наименования «Венский».

## Награды
- За образцовое выполнение заданий командования в боях с немецкими захватчиками при форсировании реки Вислы, за овладение городом Сандомир и проявленные при этом доблесть и мужество 73-й гвардейский Сталинградский истребительный авиационный полк награждён орденом Красного Знамени[6].
- За образцовое выполнение заданий командования в боях с немецкими захватчиками, за овладение городом Дебрецен и проявленные при этом доблесть и мужество 73-й гвардейский Сталинградский Краснознамённый истребительный авиационный пол Указом Президиума ВС СССР награждён орденом Богдана Хмельницкого II степени[7].

## Отличившиеся воины полка
- Борисенко Иван Иванович, гвардии капитан, заместитель командира эскадрильи 73-го гвардейского истребительного авиационного полка 6-й гвардейской истребительной авиационной дивизии 5-й воздушной армии 15 мая 1946 года удостоен звания Героя Советского Союза. Золотая Звезда № 6324.
- Зуев Михаил Александрович, гвардии капитан, командир эскадрильи 73-го гвардейского истребительного авиационного полка 6-й гвардейской истребительной авиационной дивизии 8-й воздушной армии 4 февраля 1944 года удостоен звания Героя Советского Союза. Золотая Звезда № 1282.
- Плеханов Андрей Филиппович, гвардии капитан, заместитель командира эскадрильи 73-го гвардейского истребительного авиационного полка 6-й гвардейской истребительной авиационной дивизии 5-й воздушной армии 15 мая 1946 года удостоен звания Героя Советского Союза. Золотая Звезда № 6326.
- Литвяк, Лидия Владимировна, гвардии младший лейтенант, командир звена 73-го гвардейского истребительного авиационного полка 6-й гвардейской истребительной авиационной дивизии 8-й воздушной армии 5 мая 1990 года удостоена звания Героя Советского Союза. Золотая Звезда № 11616.
- Буданова, Екатерина Васильевна, гвардии младший лейтенант, старший лётчик 73-го гвардейского истребительного авиационного полка 6-й гвардейской истребительной авиационной дивизии 8-й воздушной армии 1 октября 1993 года удостоена звания Героя Российской Федерации (посмертно).

## Статистика боевых действий
Всего за годы Великой Отечественной войны полком:
| Выполнено боевых вылетов | Сбито самолётов в воздухе | Уничтожено самолётов всего |
| ------------------------ | ------------------------- | -------------------------- |
| 13781                    | 369                       | 387                        |

Свои потери:
| Потеряно самолётов, всего | Погибло лётчиков всего | Погибло лётчиков в воздушных боях | Не вернулись с боевого задания | Погибло при налётах и прочие небоевые потери | Погибло в авиакатастрофах и умерло от ран |
| ------------------------- | ---------------------- | --------------------------------- | ------------------------------ | -------------------------------------------- | ----------------------------------------- |
| 169                       | 102                    | 29                                | 55                             | 7                                            | 11                                        |

## Базирование полка
- Чейковице, Чехословакия, 05.1945 — 16.8.1945.
- Тирасполь, Молдавская ССР, 17.8.1945 — 10.1951.
- Кётен, Германия, 23.10.1951 — 5.1991.
- Шайковка, Калужская область, 5.1991 — 1998.

## Самолёты на вооружении
| Период      | Самолёты       |
| ----------- | -------------- |
| 1941 — 1941 | И-16           |
| 1941 — 1941 | ЛаГГ-3         |
| 1942 — 1945 | Як-1           |
| 1942 — 1944 | Як-7           |
| 1944 — 1946 | Як-9           |
| 1946 — 1951 | P-63 Kingcobra |
| 1951 — 1954 | МиГ-15         |
| 1954 — 1963 | МиГ-17Ф, ПФ    |
| 1963 — 1968 | МиГ-21ПФ       |
| 1966 — 1968 | МиГ-21ПФМ      |
| 1968 — 1974 | МиГ-21 СМ      |
| 1974 — 1979 | МиГ-23М        |
| 1979 — 1989 | МиГ-23МЛ       |
| 1989 — 1998 | МиГ-29         |